# Črmlja
Črmlja je naselje v Občini Trnovska vas.